# Wereldkampioenschap superbike van Monza 2010
Het wereldkampioenschap superbike van Monza 2010 was de vijfde ronde van het wereldkampioenschap superbike en het wereldkampioenschap Supersport 2010. De races werden verreden op 9 mei 2010 op het Autodromo Nazionale Monza nabij Monza, Italië.

## Superbike

### Race 1
Matteo Baiacco werd gediskwalificeerd vanwege het negeren van een ride through penalty.
| Pos | Nr  | Rijder            | Constructeur | Rondes | Tijd              | Grid | Punten |
| --- | --- | ----------------- | ------------ | ------ | ----------------- | ---- | ------ |
| 1   | 3   | Max Biaggi        | Aprilia      | 18     | 31:07.044         | 1    | 25     |
| 2   | 52  | James Toseland    | Yamaha       | 18     | +0.247            | 7    | 20     |
| 3   | 35  | Cal Crutchlow     | Yamaha       | 18     | +0.297            | 2    | 16     |
| 4   | 91  | Leon Haslam       | Suzuki       | 18     | +0.958            | 5    | 13     |
| 5   | 2   | Leon Camier       | Aprilia      | 18     | +4.493            | 13   | 11     |
| 6   | 111 | Rubén Xaus        | BMW          | 18     | +7.343            | 6    | 10     |
| 7   | 84  | Michel Fabrizio   | Ducati       | 18     | +7.369            | 3    | 9      |
| 8   | 11  | Troy Corser       | BMW          | 18     | +9.344            | 11   | 8      |
| 9   | 66  | Tom Sykes         | Kawasaki     | 18     | +15.338           | 8    | 7      |
| 10  | 50  | Sylvain Guintoli  | Suzuki       | 18     | +16.761           | 14   | 6      |
| 11  | 41  | Noriyuki Haga     | Ducati       | 18     | +16.921           | 16   | 5      |
| 12  | 76  | Max Neukirchner   | Honda        | 18     | +22.231           | 9    | 4      |
| 13  | 67  | Shane Byrne       | Ducati       | 18     | +22.602           | 15   | 3      |
| 14  | 7   | Carlos Checa      | Ducati       | 18     | +22.742           | 11   | 2      |
| 15  | 96  | Jakub Smrž        | Ducati       | 18     | +26.266           | 17   | 1      |
| 16  | 99  | Luca Scassa       | Ducati       | 18     | +26.415           | 10   |        |
| 17  | 57  | Lorenzo Lanzi     | Ducati       | 18     | +26.968           | 19   |        |
| 18  | 77  | Chris Vermeulen   | Kawasaki     | 18     | +36.964           | 18   |        |
| 19  | 95  | Roger Lee Hayden  | Kawasaki     | 18     | +51.646           | 22   |        |
| 20  | 23  | Broc Parkes       | Honda        | 17     | +1 ronde          | 24   |        |
| DNF | 71  | Daisaku Sakai     | Suzuki       | 9      | Uitgevallen       | 21   |        |
| DNF | 65  | Jonathan Rea      | Honda        | 8      | Ongeluk           | 4    |        |
| DNF | 65  | Vittorio Iannuzzo | Honda        | 1      | Ongeluk           | 23   |        |
| DSQ | 15  | Matteo Baiocco    | Kawasaki     | 8      | Gediskwalificeerd | 20   |        |

### Race 2
| Pos | Nr  | Rijder            | Constructeur | Rondes | Tijd        | Grid | Punten |
| --- | --- | ----------------- | ------------ | ------ | ----------- | ---- | ------ |
| 1   | 3   | Max Biaggi        | Aprilia      | 18     | 31:07.122   | 1    | 25     |
| 2   | 91  | Leon Haslam       | Suzuki       | 18     | +4.547      | 5    | 20     |
| 3   | 11  | Troy Corser       | BMW          | 18     | +5.469      | 11   | 16     |
| 4   | 2   | Leon Camier       | Aprilia      | 18     | +10.267     | 13   | 13     |
| 5   | 66  | Tom Sykes         | Kawasaki     | 18     | +15.561     | 8    | 11     |
| 6   | 41  | Noriyuki Haga     | Ducati       | 18     | +15.816     | 16   | 10     |
| 7   | 50  | Sylvain Guintoli  | Suzuki       | 18     | +15.861     | 14   | 9      |
| 8   | 96  | Jakub Smrž        | Ducati       | 18     | +20.977     | 17   | 8      |
| 9   | 67  | Shane Byrne       | Ducati       | 18     | +21.920     | 15   | 7      |
| 10  | 99  | Luca Scassa       | Ducati       | 18     | +21.974     | 10   | 6      |
| 11  | 7   | Carlos Checa      | Ducati       | 18     | +27.152     | 11   | 5      |
| 12  | 76  | Max Neukirchner   | Honda        | 18     | +29.315     | 9    | 4      |
| 13  | 77  | Chris Vermeulen   | Kawasaki     | 18     | +30.858     | 18   | 3      |
| 14  | 95  | Roger Lee Hayden  | Kawasaki     | 18     | +47.160     | 22   | 2      |
| 15  | 23  | Broc Parkes       | Honda        | 18     | +48.824     | 24   | 1      |
| DNF | 35  | Cal Crutchlow     | Yamaha       | 12     | Uitgevallen | 2    |        |
| DNF | 15  | Matteo Baiocco    | Kawasaki     | 10     | Uitgevallen | 20   |        |
| DNF | 57  | Lorenzo Lanzi     | Ducati       | 9      | Ongeluk     | 19   |        |
| DNF | 65  | Vittorio Iannuzzo | Honda        | 6      | Uitgevallen | 23   |        |
| DNF | 84  | Michel Fabrizio   | Ducati       | 1      | Ongeluk     | 3    |        |
| DNF | 52  | James Toseland    | Yamaha       | 0      | Ongeluk     | 7    |        |
| DNF | 111 | Rubén Xaus        | BMW          | 0      | Ongeluk     | 6    |        |
| DNF | 65  | Jonathan Rea      | Honda        | 0      | Ongeluk     | 4    |        |

## Supersport
| Pos | Nr  | Rijder             | Constructeur | Rondes | Tijd        | Grid | Punten |
| --- | --- | ------------------ | ------------ | ------ | ----------- | ---- | ------ |
| 1   | 50  | Eugene Laverty     | Honda        | 16     | 28:51.936   | 2    | 25     |
| 2   | 54  | Kenan Sofuoğlu     | Honda        | 16     | +2.817      | 1    | 20     |
| 3   | 26  | Joan Lascorz       | Kawasaki     | 16     | +3.043      | 3    | 16     |
| 4   | 51  | Michele Pirro      | Honda        | 16     | +21.238     | 4    | 13     |
| 5   | 37  | Katsuaki Fujiwara  | Kawasaki     | 16     | +22.003     | 7    | 11     |
| 6   | 14  | Matthieu Lagrive   | Triumph      | 16     | +22.056     | 11   | 10     |
| 7   | 7   | Chaz Davies        | Triumph      | 16     | +30.724     | 9    | 9'     |
| 8   | 25  | David Salom        | Triumph      | 16     | +30.730     | 6    | 8      |
| 9   | 4   | Gino Rea           | Honda        | 16     | +30.857     | 8    | 7      |
| 10  | 117 | Miguel Praia       | Honda        | 16     | +32.265     | 13   | 6      |
| 11  | 55  | Massimo Roccoli    | Honda        | 16     | +32.272     | 10   | 5      |
| 12  | 45  | Gianluca Vizziello | Honda        | 16     | +32.976     | 12   | 4      |
| 13  | 5   | Alexander Lundh    | Honda        | 16     | +55.474     | 7    | 3      |
| 14  | 19  | Andrea Boscoscuro  | Honda        | 16     | +55.641     | 14   | 2      |
| 15  | 8   | Bastien Chesaux    | Honda        | 16     | +1:19.469   | 19   | 1      |
| 16  | 10  | Imre Tóth          | Honda        | 15     | +1 ronde    | 20   |        |
| DNF | 9   | Danilo Dell'Omo    | Honda        | 15     | Ongeluk     | 18   |        |
| DNF | 99  | Fabien Foret       | Kawasaki     | 7      | Ongeluk     | 5    |        |
| DNF | 127 | Robbin Harms       | Honda        | 1      | Uitgevallen | 15   |        |
| DNF | 40  | Jason DiSalvo      | Triumph      | 0      | Ongeluk     | 16   |        |

## Tussenstanden na wedstrijd

### Superbike
| Pos | Nr | Rijder         | Team    | Punten |
| --- | -- | -------------- | ------- | ------ |
| 1   | 91 | Leon Haslam    | Suzuki  | 181    |
| 2   | 3  | Max Biaggi     | Aprilia | 178    |
| 3   | 65 | Jonathan Rea   | Honda   | 110    |
| 4   | 7  | Carlos Checa   | Ducati  | 110    |
| 5   | 52 | James Toseland | Yamaha  | 106    |

### Supersport
| Pos | Nr | Rijder         | Team     | Punten |
| --- | -- | -------------- | -------- | ------ |
| 1   | 26 | Joan Lascorz   | Kawasaki | 101    |
| 2   | 54 | Kenan Sofuoğlu | Honda    | 97     |
| 3   | 50 | Eugene Laverty | Honda    | 91     |
| 4   | 7  | Chaz Davies    | Triumph  | 55     |
| 5   | 25 | David Salom    | Triumph  | 40     |

1990 · 1992 · 1993 · 1995 · 1996 · 1997 · 1998 · 1999 · 2000 · 2001 · 2002 · 2003 · 2004 · 2005 · 2006 · 2007 · 2008 · 2009 · 2010 · 2011 · 2012 · 2013